# 福生市立福生第二小学校
福生市立福生第二小学校（ふっさしりつ ふっさだいにしょうがっこう）は、東京都福生市大字熊川にある公立小学校。創立140周年を超える歴史ある小学校である。

## 概要

### 教育目標
人権尊重の精神を基盤として、児童に豊かな心、確かな学力、健やかな体の調和を重視した「生きる力」を育成するため、次の目標を定めます。      
1. よく考える子
2. 思いやりのある子
3. 体を大切にする子

## 沿革
- 1874年（明治7年） - 福生院を仮校舎として開校、熊川学舎と称す [2]。
- 1875年（明治8年） - 熊川学校と改称[2]。
- 1877年（明治10年） - 熊川神社境内に校舎を新築し、移転[2]。
- 1890年（明治23年） - 熊川小学校と改称[2]。
- 1924年（大正13年） - 現在地(大字熊川623）に校舎を新築し、移転[2]。
- 1947年（昭和22年） - 福生第二小学校と改称[2]。
- 1967年（昭和42年） - 鉄筋防音校舎完成[2]。

## 通学区域
- 【自治会名[3]】武蔵野、福東、鍋ヶ谷戸第一、鍋ヶ谷戸第二、玉川台、富士見台[4]
- 福生第三小学校とともに、福生第一中学校の通学区域を構成する[5]。

## 交通アクセス
- ＪＲ青梅線・八高線または西武拝島線 拝島駅下車　南口から徒歩13分 [6]